# Borgåsund
Borgåsund is een plaats in de gemeente Hallstahammar in het landschap Västmanland en de provincie Västmanlands län in Zweden. De plaats heeft 109 inwoners (2005) en een oppervlakte van 8 hectare.